# Portugal šedý
Portugal šedý (název dle VIVC Portugieser grau) je starobylá, středně raná moštová odrůda révy vinné (Vitis vinifera), používaná vzácněji k výrobě bílých vín. Portugal šedý je pupenovou mutací odrůdy Modrý Portugal. Pochází pravděpodobně z Dolního Rakouska, kde se pěstoval ve směsných výsadbách s odrůdou Modrý Portugal a odkud se dostal i k nám.

## Popis
Réva vinná (Vitis vinifera) odrůda Portugal šedý je jednodomá dřevitá pnoucí liána dorůstající v kultuře až několika metrů. Kmen tloušťky až několik centimetrů je pokryt světlou borkou, která se loupe v pruzích. Úponky umožňují této rostlině pnout se po pevných předmětech. Růst je bujný, vrcholek letorostu je otevřený, pouze pavučinovitě ochmýřený. Mladé lístky jsou zelené s bronzovými skvrnami, lesklé.
List je podobný, jako u odrůdy Modrý Portugal, jemnější, středně velký až velký, světle zelený, okrouhlý, lesklý, tří- až pětilaločnatý s mělkými výkroji. Čepel listu je takřka hladká či pouze mírně puchýřnatá. Řapíkový výkroj je lyrovitý, většinou otevřený až lehce překrytý, s oblým dnem, výjimečně zcela překrytý. Řapík je středně dlouhý až dlouhý, silný, narůžovělý.
Oboupohlavní květy v hroznovitých květenstvích jsou pětičetné, žlutozelené, samosprašné. Plodem je malá až středně velká, kulatá, šedavá až špinavě šedorůžová bobule s tenkou slupkou, s řídkou a rozplývavou dužinou sladké, neutrální chuti. Hrozen středně velký (145 g), středně hustý, válcovitě-kuželovitý, někdy křídlatý, celkově menší a volnější, než u odrůdy Modrý Portugal, stopka není lignifikovaná. Na keřích se občas objevují hrozny či bobule zcela modré či modře pruhované, což je patrně relikt genetické výbavy po odrůdě Modrý Portugal.

## Původ a rozšíření
Portugal šedý je starobylá moštová odrůda vinné révy (Vitis vinifera), pupenová mutace odrůdy Modrý Portugal. Pochází pravděpodobně z Dolního Rakouska, kde se pěstovala ve směsných výsadbách s odrůdou Modrý Portugal a odkud se dostala i k nám. Roku 1922 se možnostmi pěstování této odrůdy důkladně zabýval známý rakouský šlechtitel Fritz Zweigelt.
Společně s odrůdou Portugal bílý, která je ještě vzácnější, ji lze nalézt ve starých vinohradech, kde bývaly vysazovány jako indikátor výskytu houbových chorob. Obě odrůdy jsou velmi citlivé na houbové choroby a proto se na okraj vinohradu vysazovalo několik keřů, na kterých se při zvýšeném infekčním tlaku jako první objevily příznaky napadení a vinař věděl, že má jít ihned stříkat vinohrad.
Ve Státní odrůdové knize České republiky není odrůda zapsána. Vinařský zákon sice povoluje z této odrůdy vyrábět víno v kategorii zemských vín podle vyhlášky č. 323/2004 Sb. po novele vyhláškou č. 28/2010 Sb., ale na vinicích je již odrůda spíše vzácností, i když se zatím lze s odrůdovými víny setkat na některých místních koštech.

## Název
Název odrůdy je odvozen od názvu odrůdy Modrý Portugal. O té se traduje, že roku 1772 povolal hrabě Johann von Fries na svůj zámek v Bad Vöslau u Vídně několik vinařů z okolí a předal jim svazky réví odrůdy, které dostal od své obchodní agentury v Oportu v Portugalsku. Odrůda měla takové přednosti, že za několik let byly v okolí obce vysazeny dvě třetiny vinic odrůdou Blauer Portugieser.
Další, lokálně používaná synonyma odrůdy jsou : Grauer Portugieser, Oporto Szürke (Maďarsko), O. Szuerke (Francie, Itálie), Rané Šedé, Šedák, Šedý Portugal.

## Příbuzné odrůdy
Odrůda Portugal šedý (Portugieser Grau) je pupenovou mutací odrůdy Modrý Portugal, Portugal bílý je pupenová mutace Portugalu šedého. V katalogu VIVC je dále uvedena odrůda Portugieser Früh Blau, odrůda nejasného původu, o které je velmi málo zmínek v ampelografické literatuře, dle její synonymiky lze soudit, že se patrně jedná o jedno ze synonym odrůdy Modrý Portugal, popřípadě by se dalo uvažovat i o identicitě s odrůdou Laska. Portugal červený (Portugieser Rot) není pravděpodobně příbuzný s rodinou odrůd Modrý Portugal, pochází nejspíš z Rakouska nebo ze severozápadního Chorvatska.
Odrůda si své místečko slávy ve vědeckých publikacích nakrátko vydobyla roku 1997, když v Rakousku Ferdinand Regner a kol. prokázali analýzou DNA, že rakouská moštová odrůda Jubiläumsrebe vznikla křížením odrůd Veltlínské červené rané a Portugal šedý. 

## Pěstování
Růst je bujný, réví dobře vyzrává. Odolnost proti houbovým chorobám je nízká, ještě o málo nižší, než u odrůdy Modrý Portugal, hrozny také bývají poškozovány ptáky a hmyzem. Zimnímu mrazu odolává odrůda lépe, než Modrý Portugal, ale bývá poškozována jarními mrazy. Plodnost je vyšší, 9–14 t/ha při cukernatosti 15–18 °NM a aciditě 5–8 g/l. Odrůda není příliš náročná na stanoviště a půdy, hodí se pro většinu vedení, dobře snáší i krátký řez, vhodné jsou podnože SO-4, T 5C, 125 AA, K 5BB.

### Fenologie
Rašení je rané, doba květu středně pozdní, odrůda dozrává v první polovině září, o pár dní dříve, než Modrý Portugal, 6 dnů po Chaselas.

## Víno
Odrůdy Portugal bílý a Portugal šedý se užívaly spíše k výrobě různých cuvée s odrůdami vyšší acidity, pro zjemnění celkového dojmu. Jako spíše s vzácností se lze s jednoduchými odrůdovými stolními víny setkat v některých místních koštech. Víno je lehčího, neutrálního typu, s nižší kyselinkou, bez osobitého aroma.

### Multimédia
- Ing. Radek Sotolář : Multimediální atlas podnožových, moštových a stolních odrůd révy, Mendelova zemědělská a lesnická universita Brno, zahradnická fakulta v Lednici
- Martin Šimek : Encyklopédie všemožnejch odrůd révy vinné z celýho světa s přihlédnutím k těm, co již ouplně vymizely, 2008–2012